# Luc Dufourmont
Luc Dufourmont is een Belgische zanger en acteur.
Dufourmont was frontman van de in 1989 door 'Dokter Dekerpel' opgerichte Ugly Papas, een band waarmee hij de finale bereikte van Humo's Rock Rally en waarmee hij twee albums opnam. De band werd officieel ontbonden in 1997, maar trad nadien sporadisch nog op. 
Na het uitenvallen van de Ugly Papas speelde Dufourmont bij Two Russian Cowboys, een band die twee albums uit bracht maar weinig succesvol was, hoewel op het tweede album bekende muzikanten als Mauro Pawlowski en Piet Goddaer (Ozark Henry) meewerkten. Nadien speelde Dufourmont in Spokane 4774, een band die geen potten brak en nooit een album uitbracht.
Na lange stilte richtte hij in 2012 de punkband ID!OTS op die tot op heden twee albums uitbracht. 
In de tv-serie Bevergem vertolkte hij de rol van Luc Roste, de leider van de 'Bende van de Roste'.
In 2016 had hij een rolletje in Callboys.
In 2017 hield het Centrum voor Stedelijke Acupunctuur Menen een retrospectieve op het werk van de Ugly Papas. De band kwam hiervoor eenmalig terug bij elkaar om op te treden tijdens de Night of the Ugly Papas.

## Discografie
Met Ugly Papas:
- Papa Rules, OK? (Indisc, 1992)
- Ugly Papas (Indisc, 1994)

Met Two Russian Cowboys
- Unplugged lowbat (2003)
- Killem (2005)

Met ID!OTS:
- ID!OTS (2014)
- ID!OTS II (2016)